# 弗氏树蛙
弗氏树蛙（学名：Zhangixalus franki），一种分布于越南北部及中华人民共和国云南省东南部老山自然保护区等地的两栖动物，隶属于树蛙科张树蛙属。模式产地为越南河江省官坝县青云社。种加词源自德国学者弗兰克·穆切曼（Frank Mutschmann）的名字，以感谢他对越南两栖动物研究和保护项目的支持。

## 保护
本种于2023年被收录入《有重要生态、科学、社会价值的陆生野生动物名录》。